# The Best Of... (album One Million Bulgarians)
The Best Of... – czwarta płyta (w rzeczywistości piąta) zespołu One Million Bulgarians wydana 25 czerwca 2001 roku nakładem wydawnictwa Koch International. Materiał zawiera podsumowanie twórczości na 15-lecie istnienia rzeszowskiej grupy.
Nagrania„Równowaga”, „Hymn odległego księżyca”, „Bękart” nagrano w dniach 16 listopada – 18 grudnia 1987 roku w RSC Studio w Rzeszowie. Realizacja Bogusław Radziak. „Czerwone krzaki”, „Gwiazda północy” nagrano w listopadzie i grudniu 1986 w CCS Studio. Realizacja Igor Czerniawski. „Wysadzony za wysoko”, „Animal Love” nagrano w Studio RSC. Realizacja Bogusław Radziak. „Mais” nagrano w 1991 roku w X Studio Paris. Realizacja One Million Bulgarians. „Teraz albo nigdy”, „Minimax Absolut”, „Ptaszek” nagrano w grudniu 1989 roku w Gorgone Studio, Lille. Realizacja Marc Bernard. „Trip” nagrano w 1993 roku w CCS Studio. Realizacja Michał Przytula. „Zjada”, „Nasycony” nagrano w 1994 roku w Modern Sound Studio. Realizacja Tomasz Bonarowski. „Camera”, „Życie” nagrano w 2001 roku w Koch Studio. Realizacja Sławomir Leniart.
FotoJoanna Rusznica.

## Lista utworów
Źródło:.
1. „Czerwone krzaki” (Jacek Lang, Krzysztof Trznadel, Piotr Wallach – Jacek Lang) – 3:56
2. „Gwiazda północy” (Jacek Lang, Krzysztof Trznadel, Piotr Wallach – Jacek Lang) – 4:45
3. „Wysadzony za wysoko” (Jacek Lang, Krzysztof Trznadel, Piotr Wallach – Jacek Lang) – 5:47
4. „Animal Love” (Jacek Lang, Krzysztof Trznadel, Piotr Wallach – Jacek Lang) – 7:30
5. „Równowaga” (Krzysztof Trznadel, Jacek Lang – Jacek Lang) – 3:48
6. „Hymn odległego księżyca” (Krzysztof Trznadel, Jacek Lang – Jacek Lang) – 4:14
7. „Bękart” (Jacek Lang, Krzysztof Trznadel – Jacek Lang) – 2:37
8. „Teraz albo nigdy” (Krzysztof Trznadel, Jacek Lang – Krzysztof Trznadel, Jacek Lang) – 4:07
9. „Ptaszek” (Jacek Lang – Jacek Lang) – 3:30
10. „Minimax Absolut” (Jacek Lang, Krzysztof Trznadel – Jacek Lang) – 4:06
11. „Mais” (Jacek Lang, Krzysztof Trznadel – Jacek Lang) – 4:26
12. „Nasycony (instrumental)” (Jacek Lang, Krzysztof Trznadel) – 4:21
13. „Trip” (Jacek Lang – Jacek Lang) – 3:23
14. „Zjada” (Jacek Lang, Krzysztof Trznadel – Jacek Lang) – 3:56
15. „Zapalony” (Jacek Lang – Jacek Lang) – 5:10
16. „Życie” (Jacek Lang – Jacek Lang) – 3:58
17. „Camera” (Jacek Lang – Jacek Lang) – 4:00